# Helen Alfredsson
Helen Christine Alfredsson (* 9. April 1965 in Göteborg) ist eine schwedische Berufsgolferin und zweifache Major-Siegerin.
Die sechsfache schwedische Amateurmeisterin (1981–84, 1986 und 1988) wurde am Anfang des Jahres 1989 Proette und begann im selben Jahr, die Ladies European Tour (LET) zu bespielen. In ihrer ersten Saison wurde Alfredsson zum Rookie of the Year (bester Neuling) gewählt, und schon ein Jahr später gewann sie ein Ladies-Major, die Women’s British Open.
Seit 1992 spielt sie auf der nordamerikanischen LPGA Tour, wo sie fünf Turniere gewonnen hat, darunter 1993 mit den Nabisco Dinah Shore ein weiteres Major des Damengolfs. Auch von der LPGA wurde sie in ihrer ersten Spielzeit 1992 als Rookie of the Year ausgezeichnet.
Als Life Member (lebenslanges Mitglied) der LET spielt Alfredsson weiterhin regelmäßig einige Turniere auf der europäischen Tour und hat hier insgesamt zwölf Siege aufzuweisen. 1998 konnte sie die Geldrangliste gewinnen.
Im Solheim Cup war sie von 1990 bis 2002 durchgehend im europäischen Team vertreten. Im Jahr 2007 war sie Kapitän (non-playing captain) der europäischen Auswahl.
Helen Alfredsson ist mit dem NHL Eishockeyspieler Kent Nilsson verheiratet und hat ihren Wohnsitz in Orlando, Florida.

## Ladies-European-Tour-Siege
- 1990 Women’s British Open
- 1991 Hennessy Ladies Cup, Trophee Coconut Skol, Benson & Hedges Trophy (mit Anders Forsbrand)
- 1992 Hennessy Ladies Cup, IBM Ladies Open
- 1994 Evian Masters
- 1996 Hennessy Cup
- 1997 McDonald’s WPGA Championship
- 1998 Evian Masters
- 2001 WPGA Championship of Europe
- 2008 Evian Masters (zählt auch zur LPGA Tour)

## LPGA-Tour-Siege
- 1993 Nabisco Dinah Shore
- 1994 PING/Welch’s Championship
- 1998 The Office Depot, Welch’s/Circle K Championship
- 2003 Longs Drugs Challenge
- 2008 Evian Masters (zählt auch zur Ladies European Tour), Grand China Air LPGA

Major-Turniere sind fett gedruckt.

## Andere Turniersiege
- 1991 Queensland Open (Australien), Ellair Open (Japan)
- 1992 Itoki Classic (Japan), Sunrise Cup World Team Championship (Taiwan, mit Liselotte Neumann)
- 1997 Itoen Tournament (Japan)